# Калльмюнц (замок)
Замок Калльмюнц (нем. Burgruine Kallmünz) — руины средневекового замка на вершине высокого холма на горном отроге Шлоссберг, при слиянии рек Филс и Наб, над городком Калльмюнц, в районе Регенсбург, в регионе Верхний Пфальц, в земле Бавария, Германия.
Калльмюнц является частью популярного туристического маршрута «40 замков Регенсбурга». 

## История

### Ранний период
Оборонительные сооружения на данной месте существовали ещё две тысячи лет назад. Их хозяевами были проживавшие в долине племена кельтов. Об этом говорят результаты археологических раскопок. Однако фортификационные сооружения были построены из дерева и от тех времён никаких сооружений не сохранилось. 
В данном месте пересекались несколько важных торговых путей, как речных (по рекам Фильс и Наб), так и сухопутных. 

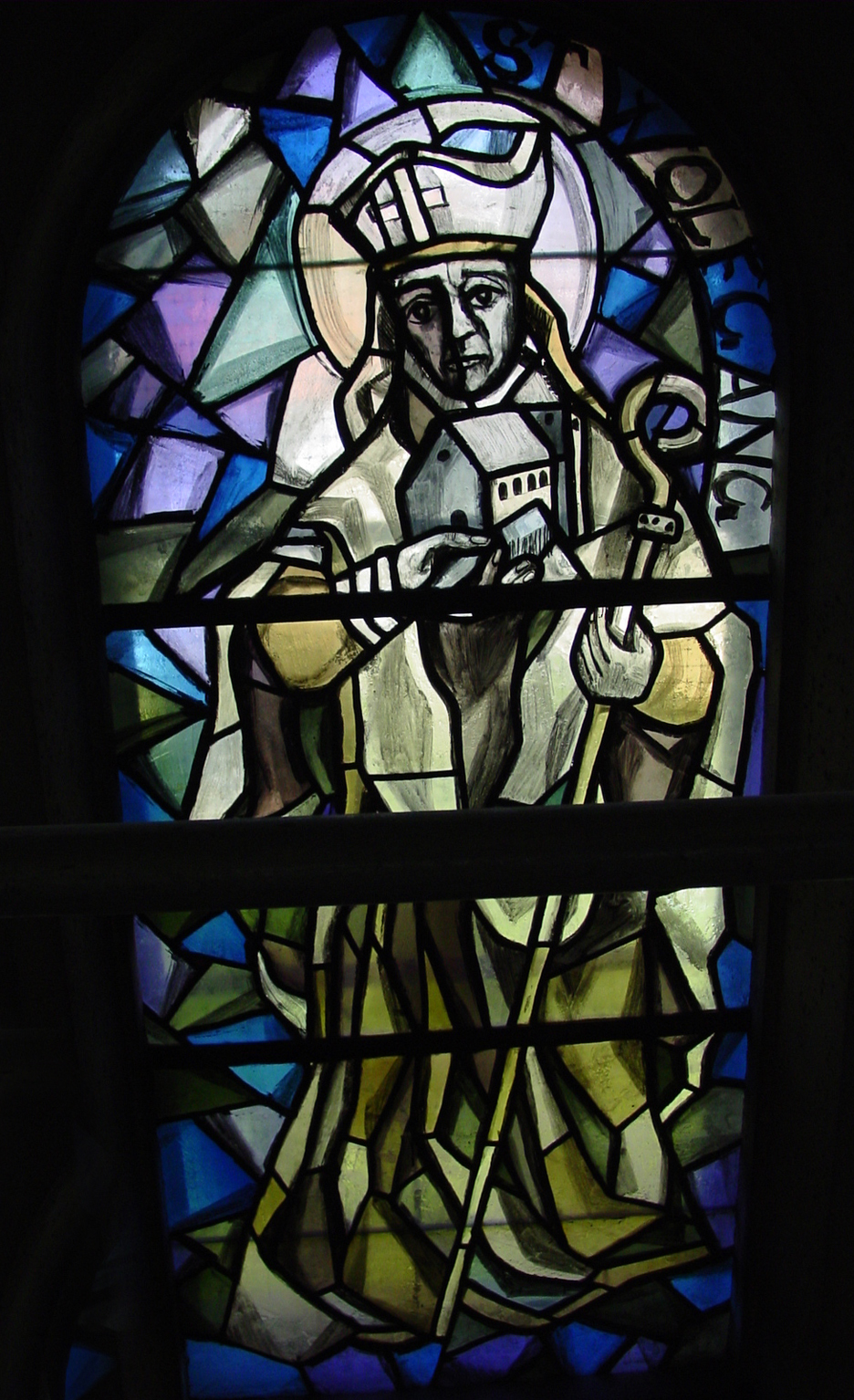
Епископ Вольфганг Регенсбургский

Около 900 года на месте бывшей кельтской крепости были возведены каменные кольцевые стены. Внутри имелось достаточно просторная территория, способная вместить сотни людей. Эта крепость была предназначена для укрытия окрестных жителей во время регулярных вторжений венгров. Первое письменное упоминание об этих укрепления относиться к 983 году. О Калльмюнце говорится в документах епископа Вольфганга Регенсбургского.
Несколько позднее здесь появился имперский таможенный пост (с 1230 году его стали в документах упоминать как «старый»). В 1271 году повелителем данной местности назван баварский министериал по имени Хуго фон Калльмюнц. В документе именуемом Договор в Павии и составленном в 1329 году замок впервые упоминается как собственность могущественной семьи Виттельсбахов.
В 1344 году герцог Людвиг Баварский заложил замок Регенсбургу, позже ландграфству Тюрингии, а затем Гессену. Несколько лет спустя представители семьи Виттельсбахов смогли вернуть родовую собственность. 
В 1358 году пфальцграф Рупрехт I получил от императора разрешено на выкуп крепости в личную собственность, а в 1361 году он начал возведение нового замка. Однако полностью завершить строительные работы смог только в 1459 году, то есть спустя почти век, герцог Альбрехт III.

### Эпоха Ренессанса
Во время войны за ландсхутское наследство в 1504 году пфальцские войска захватили и подожгли замок. Однако вскоре комплекс был восстановлен. Во время Тридцатилетняя война Калльмюнц вновь оказался захвачен и разграблен. Наконец захватившие крепость в 1641 году шведские войска превратили её в груду руин. 
Со второй половины XVII века Калльмюнц долгое время служил для окрестных жителей бесплатным складом строительных материалов. В первую очередь каменных блоков. 

### Новое время
В 1793 году руины замка перешли в собственность местных муниципальных властей. Это остановило разбор остатков стен и башен. 

### XIX век
С конца XIX века по инициативе местных жителей была проведена работа по консервации руин. В числе прочего была восстановлена арка входных ворот. В последующем неоднократно проводились частичные работы по реставрации и реконструкции бывшей крепости.

## Описание замка
Калльмюнц расположен на высоте 433 метра над уровнем моря на высоком скалистом холме. Благодаря своему расположению замок доминирует над окрестностями.
Самые ранние из сохранившихся сооружений — это фрагменты так называемой «венгерской стены», построенной на рубеже XVII–IX веков. Самые старые постройки, которые относятся непосредственно к замку датировка периодом с 1150 до 1280 год. Цитадель была расположена на краю почти отвесных обрывов, обращённых к рекам Наб и Фильс.
Герцогский двухэтажный дворец изначально был построен в романском стиле. В здании имелось два просторных холла с арочными окнами. Жилые помещения располагались на втором этаже. Замковая часовня находилась на к северу от дворца. Это было круглое сооружение диаметром 9,5 метров и высотой восемь метров. 
Толщина внешних стен достигала двух метров и более. Каменная кладка сложена из известняка. 
Во время более поздних реконструкций замок приобрёл черты готического здания.

## Современное состояние
В настоящее время замковый комплекс представляет собой в первую очередь живописную туристическую достопримечательность. Со смотровых площадок открываются прекрасные виды на окружающие долины. У подножия замка в летнее время работает кафе.
Осенью 2010 года местные власти приняли решение содействовать увеличению потока туристов. Для этого планировалось проложить удобную дорогу непосредственно к стенам замка. Внутри внешнего кольца стен власти хотели построить сцену для проведения концертов и фестивалей. Кроме того, внутри должны были появиться детская площадка и места для проведения пикников с барбекю. Однако эти планы встретили множество протестов, так как серьёзно изменили бы вид замка. В местной прессе зазвучали призывы провести референдум о будущем крепости и начались акции под лозунгом «Руки прочь от замка!». Всего за 12 дней удалось собрать 570 подписей (при необходимом 231 голосе) с требованием проведения референдума. После этого мэр и муниципальный решили отказаться от прежних планов.

## Галерея

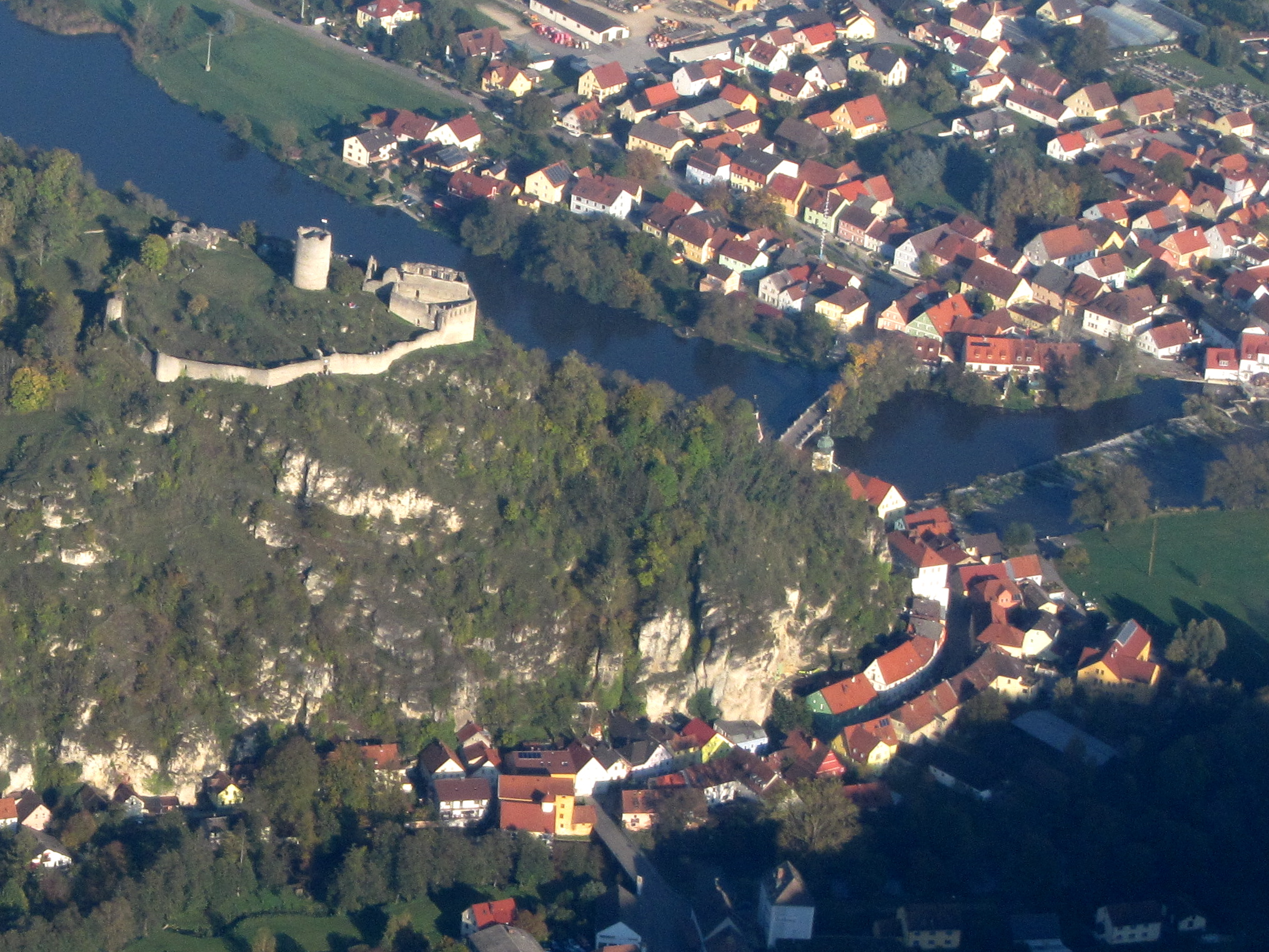
Вид на замок и город с высоты птичьего полёта
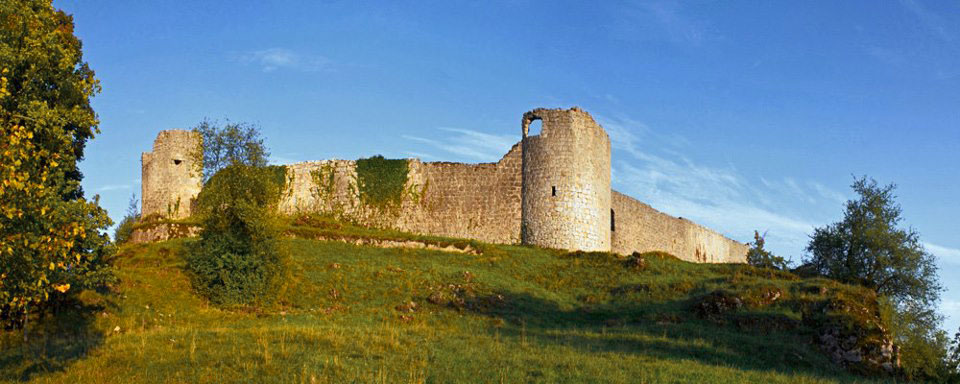
Остатки внешних стен и башен
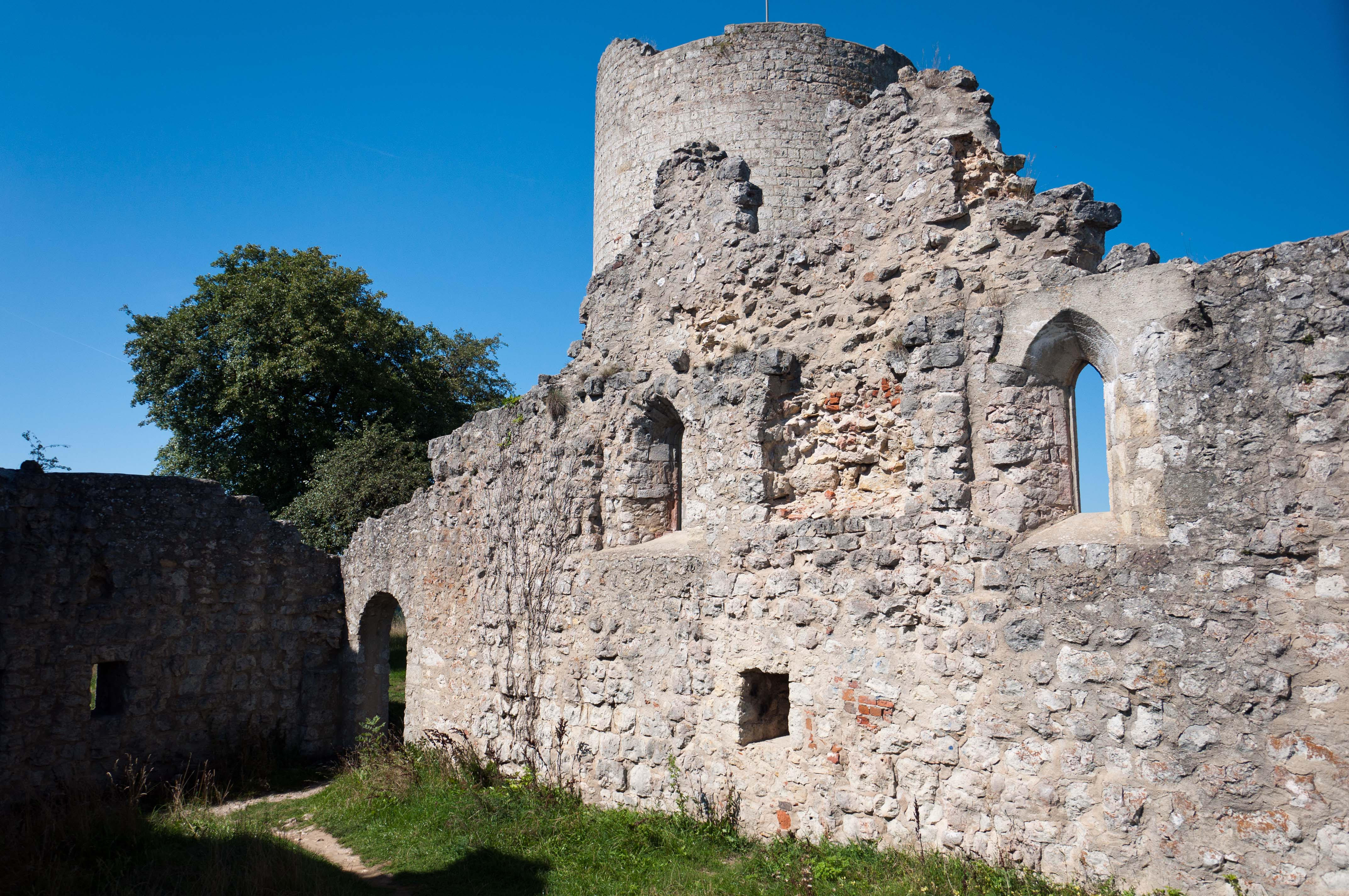
Остатки бывшего герцогского дворца
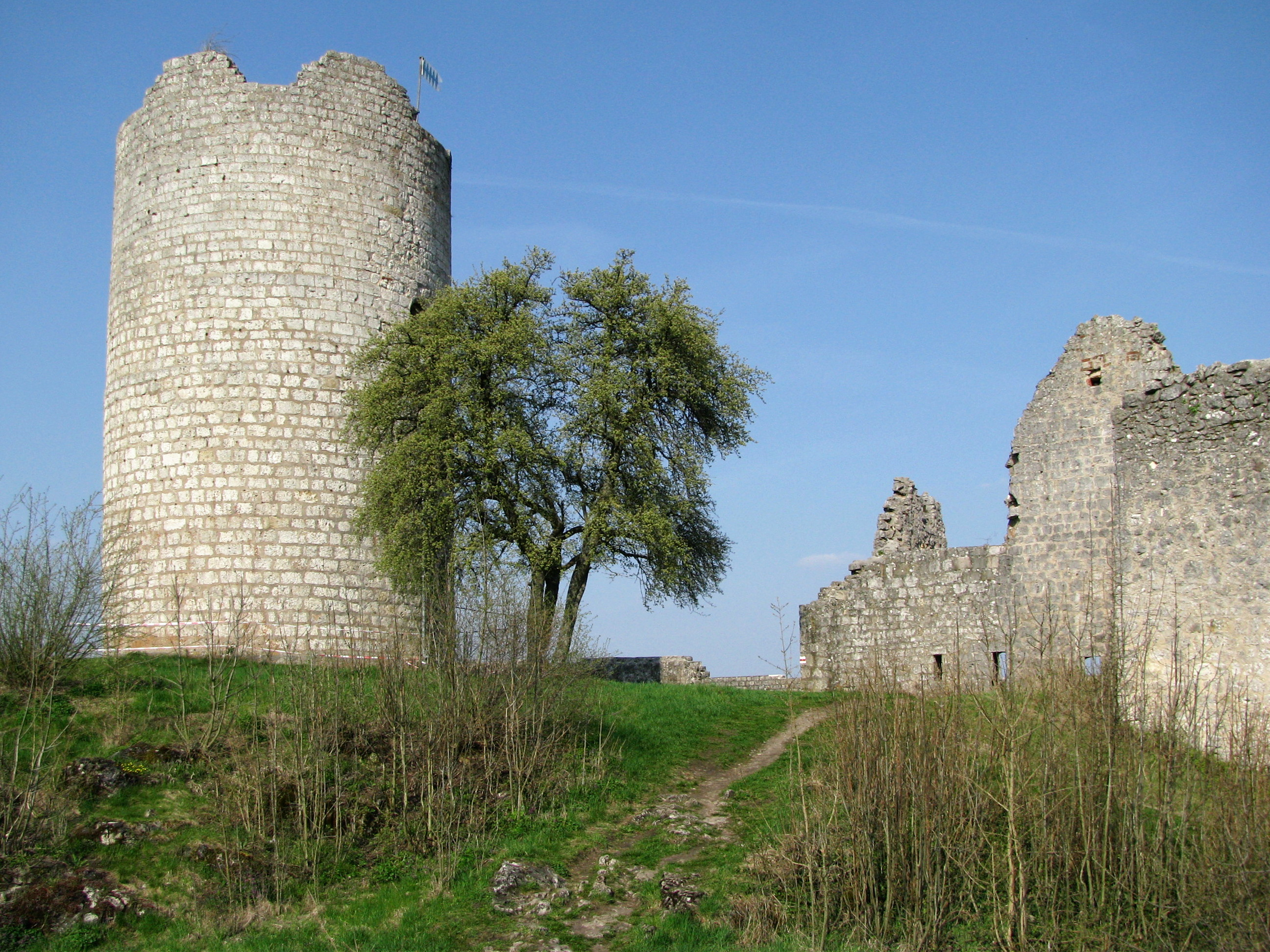
Бывший бергфрид замка
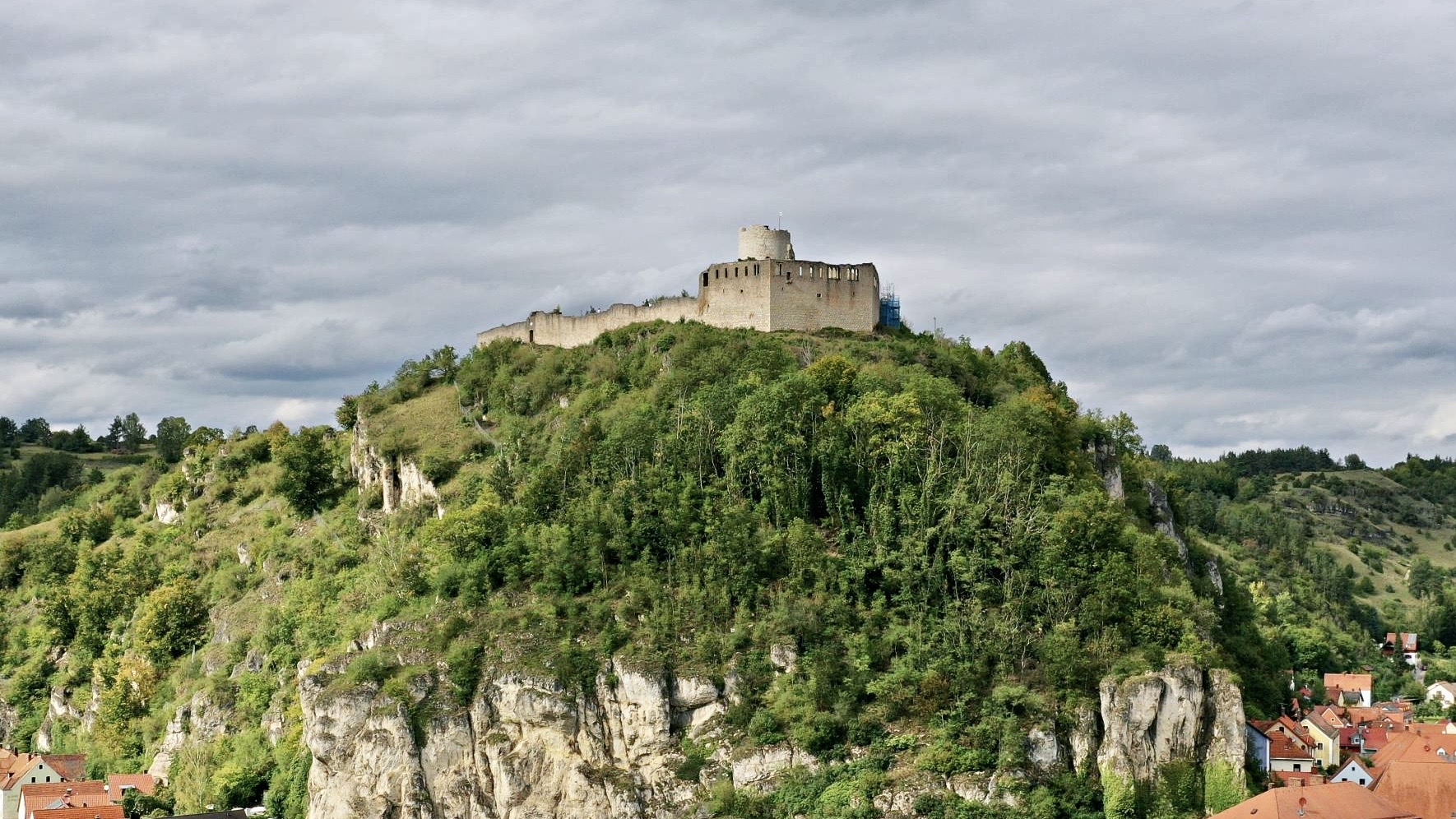
Вид крепости с соседнего холма